# Spilomyia maroccana
Spilomyia maroccana är en tvåvingeart som beskrevs av Kuznetzov 1997. Spilomyia maroccana ingår i släktet trädblomflugor, och familjen blomflugor. Inga underarter finns listade i Catalogue of Life.